# Машхур Жусіп
Машху́р Жусі́п (каз. Мәшһүр Жүсіп) — село у складі Баянаульського району Павлодарської області Казахстану. Адміністративний центр Жанажольського сільського округу.
Населення — 332 особи (2021; 371 у 2009, 592 у 1999, 676 у 1989).
Національний склад станом на 1989 рік:
- казахи — 74 %

До 2018 року село називалось Жанажол.